# Inge Jochum
Pour les articles homonymes, voir Jochum.
Inge Jochum, née le 1er janvier 1947 à Lech am Arlberg, est une skieuse alpine autrichienne.

## Biographie
Ingeborg Jochum est née le 10 octobre 1946 à Lech , Vorarlberg. Dans les années 1960 elle remporte plusieurs victoires et se place sur le podium lors de courses internationales , devenant championne d'Autriche de slalom géant en 1966 et prend la 21e place du slalom géant aux Championnats du monde de 1966 . Sa carrière a été interrompue à plusieurs reprises par des blessures.

## Résultats sportifs

### Coupe du monde
- Meilleur classement général : 12e en 1967.